# Casaforte e Torre di Ville
Das Casaforte e Torre di Ville, im örtlichen Dialekt auch Tor dé l’Othà genannt, ist ein festes Haus mit Turm auf einer Höhe von 406 m im Ortsteil Pié de Ville der Gemeinde Arnad im Aostatal. Der Komplex stammt aus dem Mittelalter, ist aber heute ein ländliches Wohngebäude und nicht öffentlich zugänglich.

## Geschichte und Beschreibung
Das feste Haus Ville gehörte 1295 Pierre de Vallaise. Es wird in vielen Dokumenten der Familie de Vallaise aus dem 15. Jahrhundert als „Domus fortis“ (frz. Maison forte, dt. festes Haus) erwähnt, z. B. im Testament von François de Vallaise von 1477, in dem man folgendes Zitat findet:

(…) in sala domus fortis prope turrim Plano Arnadi (…)

„(…) in einem Raum des festen Hauses in der Nähe der Ebene von Arnad (…)“

Heute präsentiert sich der Komplex verfallen und ist durch eine große Zahl an Gebäuden charakterisiert, über denen sich zwei Türme erheben.

### Der Turm aus dem 12. Jahrhundert

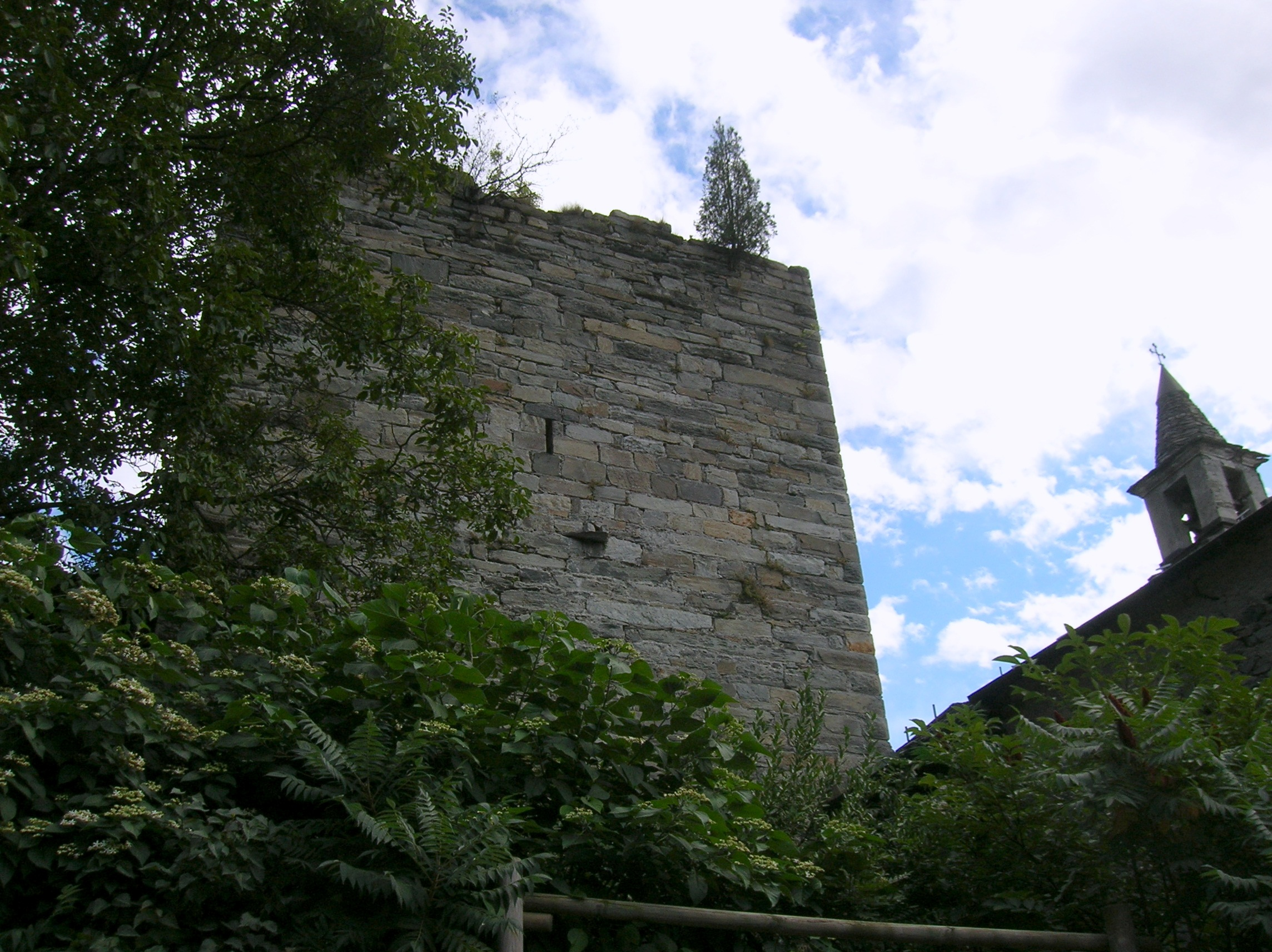
Detail am Turm

Der ältere Turm, der aus dem 12. Jahrhundert stammt, hat eine Grundfläche von 10,3 Metern × 11 Metern und drei Stockwerke. Er ist mit Schießscharten im zweiten und dritten Geschoss ausgestattet sowie mit Holzböden. Der ursprüngliche Eingang (Hocheingang) liegt auf der Südseite in 8 Metern Höhe; darüber befindet sich ein Architrav, gekrönt von einem Blindbogen.
Laut André Zanotto und Mauro Cortellazzo, die sich auf Lange beziehen, zeigt der Turm viele architektonische Analogien mit anderen Türmen des Aostatals, besonders mit dem Tour de l’Archet in Morgex und dem Torre de la Plantaz in Gressan: Die 2 Meter dicken Mauern, die massige Struktur und die Bautechnik, also der Einsatz von einer Sandwich-Technik mit zwei Schalen und dazwischen einem Kern aus Opus caementicium.

„Der Tour Malluquin in Courmayeur, der Tour de l’Archet in Morgex, der Tour Lescours in La Salle, der Torre de la Plantaz und der Turm des Heiligen Anselm in Gressan, der kürzlich entdeckte Turm des Schlosses Fénis, der Torre di Néran in Châtillon, der Tour de Ville in Arnad und zwei weitere Türme in den Seitentälern, der Torre di Vachéry in Étroubles und der Tour d'Hérères in Perloz. All diese Türme wurden in Geländen errichtet, die keinerlei morphologische Elemente besitzen, die die Verteidigung erleichtern könnten, im Gegenteil, die Auswahl flacher Gelände, die offen und nicht immer in der Nähe von Straßen liegen, erscheint klar. Alle zehn zeichnen sich also durch die besondere Wahl ihrer Lage aus.“

### Die Kapelle
Die Kapelle des festen Hauses, die dem Heiligen Antonius geweiht ist, hat in einem Balken die Jahreszahl 1785 eingeschnitzt. Ihre Fassade zeigt ein Fresko des Heiligen Antonius, wogegen im Inneren barocke Stuckarbeiten erhalten sind.